# Verbund für Angewandte Hygiene
Der Verbund für Angewandte Hygiene (VAH) ist ein Verein, welcher Listen über geprüfte Desinfektionsmittel für medizinische und nicht medizinische Einrichtungen veröffentlicht. Die VAH-Liste (entspricht der alten DGHM-Liste) ist das Verzeichnis der vom VAH geprüften Desinfektionsmittel und Verfahren. Anwender finden darin alle vom VAH zertifizierten Produkte mit den entsprechenden Gebrauchsinformationen, Anwendungshinweisen sowie Erläuterungen zur Prüfmethodik. Der VAH gibt keine offiziellen Empfehlungen zu Richtlinien über die Desinfektion bestimmter Erreger heraus. Dies obliegt in Deutschland dem Robert Koch-Institut.
Die strengen Vorgaben für die Zertifizierung und Aufnahme in die VAH-Liste verlangen Wirksamkeitsprüfungen von Mitteln und Verfahren zur routinemäßigen Hände-, Haut-, Flächen-, Instrumenten- und Wäschedesinfektion für die Wirkspektren Bakterizidie, Levurozidie, Tuberkulozidie, Mykobakterizidie, Fungizidie und Viruzidie.
Der Verbund für Angewandte Hygiene hat seine Geschäftsstelle an der Universitätsklinik Bonn. Der erste Vorsitzende ist Lutz Vossebein, die zweite Vorsitzende ist Caroline Herr.
Der VAH gibt monatlich eine Fachzeitschrift „Hygiene und Medizin“ heraus.
Die VAH-Liste ist seit 2018 auch online kostenlos abrufbar.

## Mitgliedsgesellschaften
- Bundesverband der Ärztinnen und Ärzte des öffentlichen Gesundheitsdienstes (BVÖGD)
- Deutsche Gesellschaft für Hygiene und Mikrobiologie (DGHM)
- Deutsche Gesellschaft für Krankenhaushygiene (DGKH)
- Deutsche Gesellschaft für Sterilgutversogung (DGSV)
- Gesellschaft für Virologie (GfV)
- Gesellschaft für Hygiene, Umweltmedizin und Präventivmedizin (GHUP)
- Bundesverband der Hygieneinspektoren (BVH)
- Institut für Wasser-, Boden- und Lufthygiene (WaBoLu)